# 维克托·奥泽罗夫
维克托·阿列克谢耶维奇·奥泽罗夫（1958年1月5日—），俄罗斯官员，现任俄罗斯联邦委员会国防和安全委员会主席。
奥泽罗夫生于俄罗斯的远东地区哈卡斯共和国首府阿巴坎。2001年1月底，奥泽罗夫出任俄罗斯联邦委员会国防和安全委员会主席。

## 荣誉

### 外国勋章奖章
- 旭日中绶章（日本，2018年4月29日公布[2]）